# België op het Eurovisiesongfestival 1985
België nam deel aan het Eurovisiesongfestival 1985 in Göteborg, Zweden. Het was de 30ste deelname van het land op het Eurovisiesongfestival. Linda Lepomme werd intern gekozen om het land te vertegenwoordigen. De BRT was verantwoordelijk voor de Belgische bijdrage voor de editie van 1985.

## Selectieprocedure
De BRT zag af van een voorronde en ging voor een cultureel verantwoord nummer. Om dat nummer te vertolken werd Mireille Capelle, een operazangeres, aangezocht. Zij wilde het nummer alleen maar zingen met een tekst van Hugo Claus. Toen de BRT dat niet zag zitten, haakte Capelle af. Uiteindelijk kwam de BRT terecht bij Linda Lepomme. Zij zong Laat me nu gaan, een nummer van de BRT-huiscomponisten Bert Vivier en Pieter Verlinden. Het nummer werd officieel voorgesteld op 1 april in het programma Sjo-Bis-Time.

## In Göteborg
België trad op als 8ste deelnemer van de avond, na Turkije en voor Portugal. Aan het einde van de avond stond België op de negentiende en laatste plaats, met zeven punten. Enkel Turkije had punten over voor Lepomme. Het was de zesde keer in de geschiedenis dat België laatste werd op het Eurovisiesongfestival.
Nederland deed in 1985 niet mee, en kon daardoor ook geen punten geven.

### Gekregen punten

#### Finale
| 12 punten | 10 punten | 8 punten | 7 punten  | 6 punten |
| --------- | --------- | -------- | --------- | -------- |
|           |           |          | - Turkije |          |
| 5 punten  | 4 punten  | 3 punten | 2 punten  | 1 punt   |
|           |           |          |           |          |

### Punten gegeven door België

#### Finale
Punten gegeven in de finale:
| 12 punten | Noorwegen           |
| 10 punten | Duitsland           |
| 8 punten  | Ierland             |
| 7 punten  | Zweden              |
| 6 punten  | Verenigd Koninkrijk |
| 5 punten  | Zwitserland         |
| 4 punten  | Oostenrijk          |
| 3 punten  | Denemarken          |
| 2 punten  | Italië              |
| 1 punt    | Turkije             |